# Motorradwerk Zschopau
Motorradwerk Zschopau (рус. Мотоциклетный завод Чопау) — завод по производству мотоциклов в городе Чопау (Германия).

## История предприятия
Производство мотоциклов под маркой DKW компанией Zschopauer Maschinenfabrik J. S. Rasmussen на приобретённом в 1906 году машиностроительном заводе в г. Чопау было начато в 1922 году. После Второй мировой войны предприятие оказалось на территории ГДР. Часть оборудования с предприятия было вывезено в счёт репараций в Ижевск, где было использовано для освоения производства мотоцикла «Иж-350» — копии «DKW NZ 350».
В 1950 году на национализированном предприятии, вошедшем в объединение производителей транспортных средств в ГДР (IFA), было восстановлено производство мотоциклов довоенной модели RT 125. В 1952 году предприятие было переименовано в VEB Motorradwerk Zschopau и с 1956 года начало выпускать мотоциклы под маркой MZ.
Предприятие серийно производило мотоциклы объёмом двигателя от 125 до 350 см3. Мотоциклы MZ отличались простотой конструкции, высокой надёжностью и пользовались спросом не только в странах социалистического лагеря, но и в Западной Европе. Они поставлялись в около 100 различных стран. В ограниченном количестве (наибольшая партия в объёме 700 шт. была закуплена в 1957 г., в дальнейшем поставки обычно не превышали 100 шт. в год) мотоциклы MZ (в основном спортивные) импортировались в СССР. Некоторое количество мотоциклов MZ было ввезено в СССР работавшими в ГДР гражданами, например офицерами Западной группы войск. Количество сотрудников на предприятии достигало 3000 человек, а годовой объём выпуска мотоциклов 85000 шт. В 1983 году был выпущен двухмилионный мотоцикл MZ модели ETZ 250.
Мотоциклы MZ успешно выступали в мотоспорте. Важную роль в этом сыграл работавший на Motorradwerk Zschopau инженер Вальтер Кааден (en:Walter Kaaden), разработавший оригинальную конструкцию двухтактного двигателя с дисковыми золотниками на впуске. Предприятие выпускало мотоциклы для кольцевых гонок с объёмом двигателя 50, 125 и 250 см3. В 1958 году Хорст Фюгнер на MZ RE 250 выиграл Гран-при Швеции по кольцевым гонкам. По итогам года Фюгнер стал бронзовым призёром. В 1959 году родезиец Гари Хокинг на MZ стал серебряным призёром сезона. В 1961 году гонщик команды MZ Эрнст Дегнер перебежал на Запад, передав наработки по гоночным мотоциклам MZ японским фирмам. К сезону 1963 года Yamaha подготовила мотоцикл RD 56, очень похожий на MZ RE 250. Вскоре MZ-клоном обзавелась и команда Suzuki. Поскольку бюджет спортивной команды MZ был в 50 раз меньше, чем у японских компаний, она начала терпеть поражения. Ситуация усугубилась из-за отказов выдачи виз спортсменам из ГДР странами НАТО. В связи с этим VEB Motorradwerk Zschopau в начале 70-х приняло решение не участвовать в кольцевых гонках и перешло в соревнования эндуро, где также добилось значительных успехов. Команда MZ выигрывала чемпионат мира по эндуро в 1963, 1964, 1965, 1966, 1967, 1969 и 1987 годах.
В 1991 году предприятие было приватизировано. В период с 1992 года по 1999 год продукция компании выпускалась под маркой MuZ (от Motorrad und Zweiradwerk — производитель мотоциклов и других двухколёсных транспортных средств). В 1999 году ей возвращено прежнее название MZ.
С 1996 года по 2001 год мотоциклы MZ по лицензии производились в Турции под маркой MZ Kanuni.
После объединения Германии спрос на продукцию предприятия стал падать. С 1991 года завод являлся убыточным. Освоение новых моделей не спасло ситуацию. В 1996 году предприятие выкупил малайзийский концерн Hong Leong. В сентябре 2008 года производство мотоциклов на предприятии прекратилось. 12 декабря 2008 года завод был закрыт. В марте 2009 года завод был выкуплен бывшими мотогонщиками Ральфом Вальдманом и Мартином Виммером. Попытки возродить марку MZ, последняя из которых была предпринята в 2013 году, оказались неудачными. Производство запасных частей к мотоциклам MZ сохраняется на предприятии MuZ Vertriebs GmbH.

## Список моделей
- Серия RT 125, 1950—1965
  - 1950—1954 IFA RT 125
  - 1954—1956 IFA RT 125/1
  - 1956—1959 RT 125/2
  - 1959—1962 125/3
  - 1964—1965 125/4
- Серия BK 350, 1952—1959
  - 1952—1956 IFA BK 350
  - 1956—1959 BK 350
- Серия ES[нем.], 1956—1978
  - 1956—1957 ES250 Doppelport
  - 1957—1962 ES 250
  - 1957—1962 ES 175
  - 1962—1967 ES 250/1
  - 1962—1967 ES 175/1
  - 1962—1965 ES 300
  - 1967—1969 ES 250/2
  - 1969—1973 ES 250/2 Trophy
  - 1967—1969 ES 175/2
  - 1969—1972 ES 175/2 Trophy
  - 1962—1969 ES 125
  - 1962—1969 ES 150
  - 1969—1977 ES 125/1
  - 1969—1977 ES 150/1
- Серия ETS[нем.], 1969—1973
  - 1969—1973 ETS 250
  - 1970—1973 ETS 125/150
- Серия TS[нем.], 1973—1985
  - 1973—1976 TS 250
  - 1976—1981 TS 250/1
  - 1973—1985 TS 125/150
- Серия ETZ[нем.], 1981—1991
  - 1981—1989 ETZ 250
  - 1985—1990 ETZ 125/150
  - 1988—1991 ETZ 251/301
- 1991—1998 Saxon Tour/Fun/Country
- 1993—1998 Silver Star
- 1993—1998 Saxon Sportstar/Roadstar
- 1994—2004 Skorpion/Traveller
- 1997—2007 Baghira Enduro/Supermoto
- 1997—2007 Mastiff
- 2000—2008 RT 125
- 2001—2008 SX/SM 125
- 2003—2008 1000 S/ST/SF

## Галерея
- IFA BK 350
- MZ 125/3 (1959)
- MZ GS 250
- MZ ES 250
- MZ ES 250/2 (1967–1973)
- MZ TS 250/1 „Luxus“ (1976–1981)
- MZ ETZ 250
- ETZ 125
- Skorpion Tour (1995)
- MZ SM 125 (2001–2008)
- MZ 1000 S (2003–2008)
- MZ 1000 SF (2005–2008)